# Rodrigo Íñiguez
Rodrigo Íñiguez a été le seizième maître de l'Ordre de Santiago de 1237 à 1242.

## Biographie
Il a succédé à Pedro González. Il avait auparavant été commandant de Montánchez et commandant majeur de León.
En 1239, alors qu'il était déjà maître de l'ordre, il présida le chapitre général au cours duquel il fut convenu de conquérir quelques-unes des places fortes qui restaient encore en Estrémadure sous la domination musulmane. Lors de ce chapitre, il prononça une harangue dans laquelle il insuffla un saint zèle pour la croisade de récupération. L'armée composée des chevaliers de l'Ordre de Santiago et d'un grand nombre de soldats payés par l'État partis de Mérida pour reconquérir les villes d'Almendralejo, Usagre, Fuente del Maestre, Llerena et d'autres et, n'ayant pu prendre le château de Reina en raison de sa grande forteresse, elle se dirigea vers Guadalcanal, où elle fit le siège qui se termina par la reddition et la remise de la ville par le gouverneur d'Axataf, chef de la ville de Séville qui, en 1241, était la plus célèbre et la plus puissante sur les frontières chrétiennes. Parmi les Chevaliers de Saint-Jacques qui ont fait ce voyage sous les ordres de Rodrigo Íñiguez, il y avait le commandeur Rodrigo de Valverde ; Juan Muñiz de Godoy, commandeur d'Estremera ; Lope Sánchez de Porras, treizième de l'Ordre ; le commandeur Hernán Meléndez ; Rodrigo Yáñez, commandeur d'Almoguer ; Albar Martínez de Aibar ou Ibarra, commandeur de Mora, parmi d'autres.
Il a renoncé au magistère de l'ordre de son plein gré, bien que les raisons de sa décision ne soient pas connues, et a été remplacé par Paio Peres Correia en 1242.